# (16085) Laffan
(16085) Laffan est un astéroïde de la ceinture principale.

## Description
(16085) Laffan est un astéroïde de la ceinture principale. Il fut découvert le 3 octobre 1999 à Socorro (Nouveau-Mexique) par le projet LINEAR. Il présente une orbite caractérisée par un demi-grand axe de 2,72 UA, une excentricité de 0,07 et une inclinaison de 1,8° par rapport à l'écliptique.

## Compléments